# Macandrew Bay
Macandrew Bay est une localité située sur la péninsule d'Otago dans l’Île du Sud de la Nouvelle-Zélande.

## Situation
C’est une banlieue de la cité de Dunedin, localisée dans l’angle du mouillage de Otago Harbour.

## Toponymie
Elle est nommée d’après le pionnier des colons locaux nommé James Macandrew, qui vécut là durant la fin de sa vie. Les premiers résidents du secteur appelaient la baie « The Hundreds », du fait du grand nombre de rochers nommés « boulders », qui couvraient le bord de mer.

## Activité
Macandrew Bay est en fait une banlieue de la cité de Dunedin, mais elle a l’aspect d’un village côtier isolé et est souvent considérée comme une ville séparée même si le cœur de la cité est visible à peine 10 kilomètres au-delà au niveau de la tête du mouillage. C’est à la fois une ville dortoir et une villégiature de bord de mer recherchée pour la retraite car à proximité de la cité.

## Population
La population de Macandrew Bay était de 1 131 résidents lors du recensement de 2001 en Nouvelle-Zélande (en)

## Accès
Le centre du village est sur une zone située autour de la jonction de Portobello Road et de Greenacres Street, cette dernière étant une route étroite, qui grimpe de façon raide en direction de l’intérieur de la péninsule. Greenacres Street suit grossièrement la vallée du petit cours d’eau nommé « Rodgers Creek ». Le hall de la communauté siège dans la partie basse de Greenacres Street tout près de sa jonction avec Portobello Road, et les quelques magasins du village siègent immédiatement au sud-ouest de cette jonction. Derrière ces commerces se trouve l’école primaire de la communauté et le cimetière, ce dernier contenant la tombe de James Macandrew.
La baie possède une petite plage située à l’opposé des magasins, qui est bien appréciée par le public. La plage fut créée artificiellement avec du sable apporté dans la baie à partir de la côte proche de l’océan Pacifique. La zone autour de la plage a été transformée en un petit parc public et paysager et fut terminée en 1979.
Macandrew Bay est le plus important des multiples villages qui siègent sur la côte du mouillage de la péninsule d’Otago. Entre lui et Dunedin siège le le jardin de Glenfalloch (en), un domaine privé sous forme de jardin ouvert au public.
À côté de Macandrew Bay vers le nord-est, se situent Company Bay et Raynbirds Bay, et au sud-ouest se trouve  le village de Colinswood, ce dernier étant le nom de la maison de James Macandrew. Ces villages peuvent être considérés comme des « banlieues » de Macandrew Bay. Derrière « Raynbirds Bay » siège Broad bay et Portobello. Ces villages sont reliés les uns aux autres et au centre de la cité de Dunedin par Portobello Road, une route sinueuse qui court le long de la côte de la péninsule. À la fois, la route et le mur qui s’étend le long de l’angle du mouillage ont été construits par le travail des prisonniers en 1860.

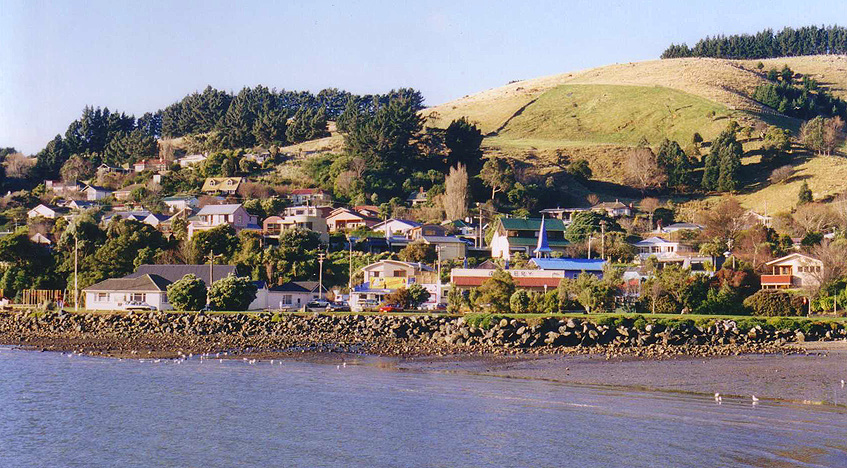
Macandrew Bay

Une seconde route, nommée Castlewood Road, grimpe à partir de Company Bay pour rencontrer Highcliff Road, qui circule le long de la crête de la péninsule allant de Dunedin à Portobello. Castlewood Road est aussi reliée avec Camp Road, qui mène à la maison d’État nommée chateau de Lanarch (en), située au-dessus de Broad Bay.